# St. Martin (Ruppertsberg)

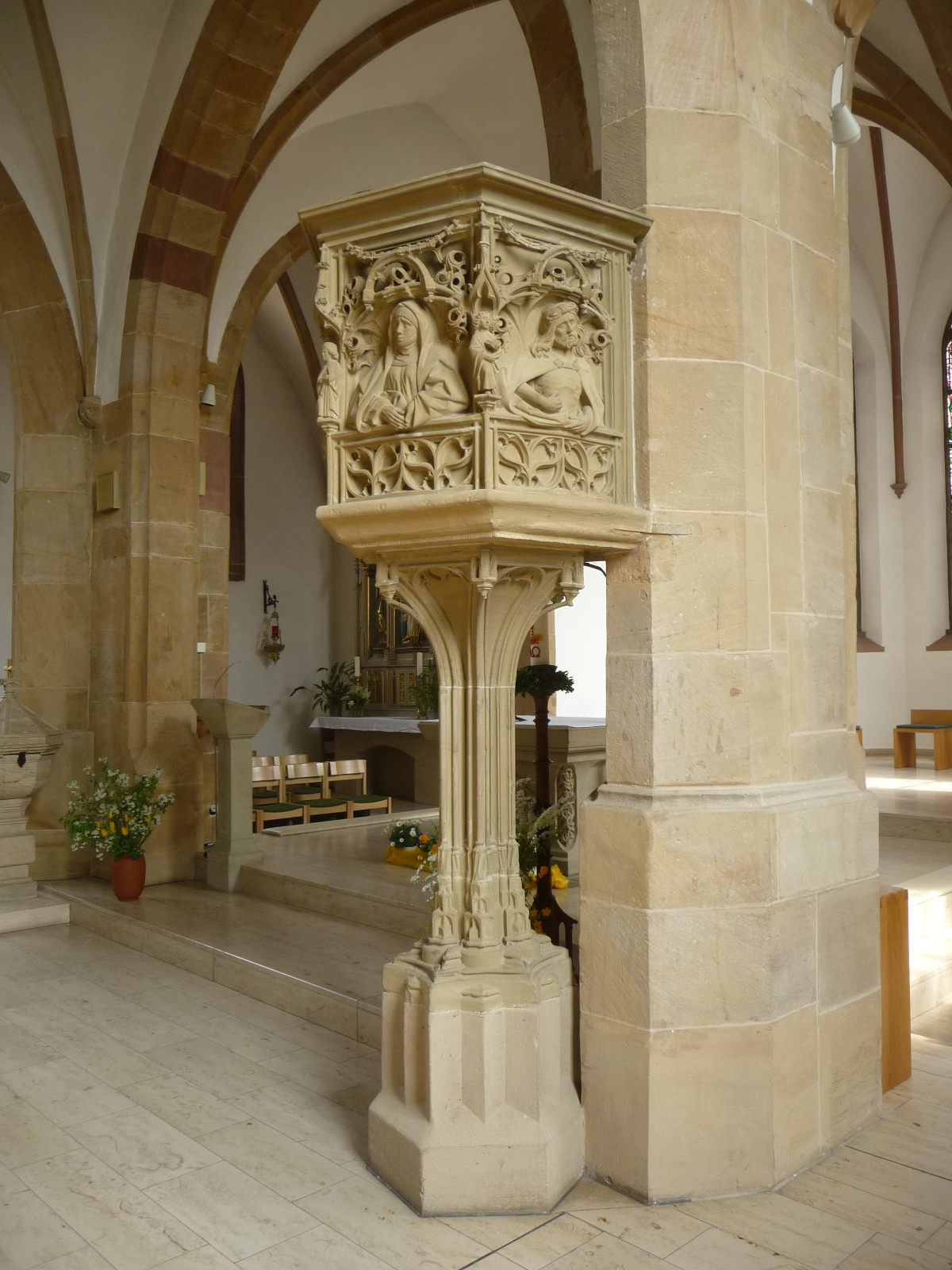
Steinkanzel

Die katholische Kirche St. Martin in Ruppertsberg (Rheinland-Pfalz) ist dem Heiligen Martin von Tours geweiht. Das Gotteshaus ist in der Denkmalliste des Landes Rheinland-Pfalz als Einzeldenkmal geführt und neben der Stiftskirche in Kaiserslautern die einzige erhaltene gotische Hallenkirche der Pfalz.

## Lage
Das Gebäude befindet sich in der Ortsmitte und hat die Adresse Kirchstraße 11.

## Baubestand
Die Martinskirche ist eine dreischiffige, fünfjochige spätgotische Halle. Alle drei Schiffe haben die gleiche Höhe. Das Langhaus wurde um 1500, damals dreijochig, an einen älteren Chor angebaut. Der Kircheninnenraum ist durch Gurt- und Scheidbögen in Teile untergliedert, die eine kreuzgewölbte Decke haben, deren Rippen gekehlt sind. Die Schlusssteine der Kreuzgewölbe tragen die Wappen derer von Ingelheim, von Fleckenstein und von Handschuhsheim – den ortsansässigen Adelsfamilien – sowie dasjenige des Speyerer Bischofs Ludwig von Helmstatt. Die Pfeiler weisen einen achteckigen Grundriss auf.
Bei der Erweiterung der Kirche 1859/60 wurde das Langhaus um ein weiteres Joch nach Westen erweitert und davor der Turm gebaut; außerdem wurde vor den alten ein neuer Chor gebaut und nördlich davon eine Sakristei.

## Ausstattung
Die um 1510 angeblich von Lorenz Lechler geschaffene steinerne Kanzel stammt ursprünglich aus der Wormser Liebfrauenkirche.